# Santa Maria (Óbidos)
Santa Maria ist ein Ort und eine ehemalige Gemeinde (Freguesia) im portugiesischen Kreis Óbidos. Die Gemeinde hatte 2030 Einwohner (Stand 30. Juni 2011).
Am 29. September 2013 wurden die Gemeinden Óbidos (Santa Maria), Óbidos (São Pedro) und Sobral da Lagoa zur neuen Gemeinde Santa Maria, São Pedro e Sobral da Lagoa zusammengeschlossen.